# Олександр Тиніссон
Олександр Тиніссон (ест. Aleksander Tõnisson; в Російській армії — Олександр Іванович Теніссон, 17 квітня 1875, д. Пейра, Гер'янурмська волость, Дерптський повіт, Ліфляндськая губернія, Російська імперія — 30 червня 1941, Естонська РСР, СРСР) — естонський і російський військовий діяч, генерал-майор (1918).

## Життєпис

### Походження і дитинство
Народився в селі Пёйра Гер'янурмської волості приходу Талькгоф Дерптського повіту Ліфляндській губернії Російської імперії (нині село знаходиться на території волості Пуурмані повіту Йигевамаа Естонії).

### Служба в російській армії
Закінчив Віленське піхотне юнкерське училище (1899), учасник російсько-японської війни. Службу проходив в 113-му піхотному Староруському полку і Навчальному унтер-офіцерському батальйоні. Брав участь у Першій світовій війні, за бойові заслуги був нагороджений орденом Св. Володимира 4-го ступеня з мечами і бантом. У 1917 році займався формуванням естонських національних частин, командував 1-м Естонським полком під час боїв під Ригою, був командувачем бригадою в Естонській дивізії. Полковник російської армії. У 1918 році був відрахований в резерв і виїхав до Фінляндії.

### Естонський генерал і політик

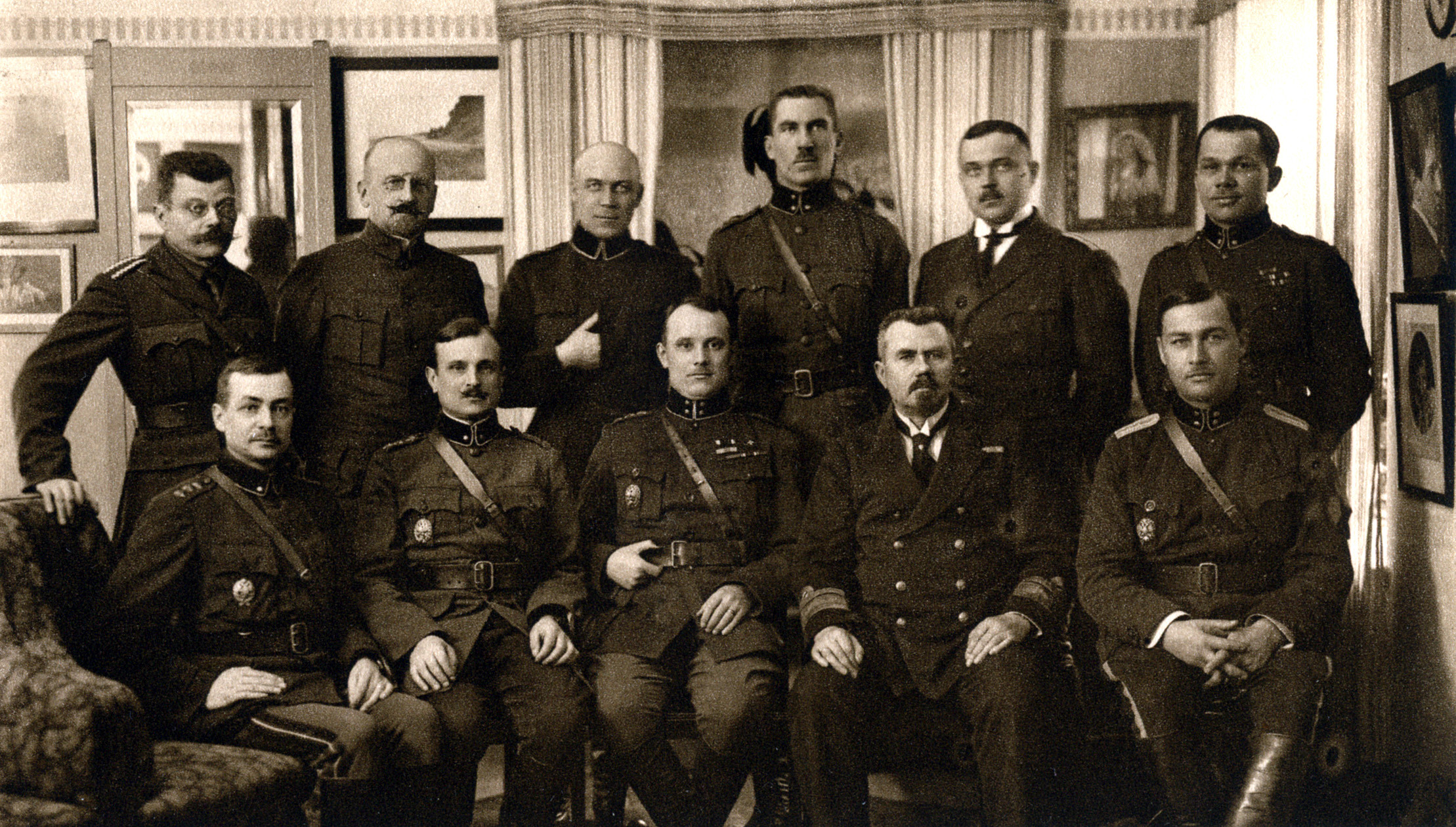
Головне командування естонської армії в 1920 році, зліва вгорі: генерал-майор Ернест Пиддер, доктор Артур Лоссманн, генерал-майор Олександр Тиніссон, полковник Карл Партс, полковник Віктор Пускар, полковник Яан Рінк. Зліва внизу: генерал-майор Андрес Ларка, генерал-майор Яан Соотс, головнокомандувач генерал-лейтенант Йохан Лайдонер, адмірал Йохан Пітка та полковник Рудольф Рейман

Восени 1918 року повернувся до Естонії, став одним із засновників естонської армії, був командиром її 1-ї дивізії, керував військовими діями на Віруському фронті під час Визвольної війни 1918—1920 рр. У 1920 — військовий міністр, в 1932—1933 — міністр оборони. Був постійним членом ради міністерства оборони. У 1920 і 1927—1933 роках — голова Центрального республіканського ради офіцерів. З 1934 року — у відставці. За військові заслуги нагороджений хрестом Свободи першого розряду першого ступеня. Кавалер ордена Орлиного хреста 1-го ступеня.
У 1934—1939 — мер Тарту, в 1939—1940 — мер Талліна. У 1937 — заступник голови Національних зборів, в 1938—1940 — член Рійґікоґу (парламенту). Був членом партії Ісамаалійт (Союз Вітчизни).

### Арешт і загибель
У 1940 році заарештований органами НКВС. 30 червня 1941 був розстріляний в таллінської Батарейної в'язниці.
Дружину Тиніссона разом з молодшим сином органи НКВС депортували в Кіровську область, старшому синові Олександру присудили 25 + 5 років таборів.

## Пам'ятник Тиніссону
19 червня 2005 на центральній площі міста Йихві був відкритий пам'ятник генералу Тиніссону (скульптор Яан Варес).